# لا ویرخینیا
لا ویرخینیا (به اسپانیایی: La Virginia) یک سکونتگاه مسکونی در کلمبیا است که در بخش ریسارالدا واقع شده‌است.